# Lagos (Portugália)
Lagos város Portugália déli részén. A városban 31 000 fő él, a nyári szezonban ez megsokszorozódik.
Az Algarve régió egyik legnagyobb öblében fekvő város turistákat vonzó célpont.

## Éghajlat
| Hónap                         | Jan. | Feb. | Már. | Ápr. | Máj. | Jún. | Júl. | Aug. | Szep. | Okt. | Nov. | Dec. | Év   |
| ----------------------------- | ---- | ---- | ---- | ---- | ---- | ---- | ---- | ---- | ----- | ---- | ---- | ---- | ---- |
| Átlagos max. hőmérséklet (°C) | 15,0 | 16,0 | 18,0 | 20,0 | 22,0 | 25,0 | 28,0 | 28,0 | 26,0  | 22,0 | 19,0 | 16,0 | 21,3 |
| Átlagos min. hőmérséklet (°C) | 6,0  | 10,0 | 11,0 | 13,0 | 14,0 | 18,0 | 20,0 | 20,0 | 19,0  | 16,0 | 13,0 | 10,0 | 14,2 |
| Átl. csapadékmennyiség (mm)   | 100  | 77   | 57   | 45   | 30   | 16   | 2    | 2    | 16    | 58   | 90   | 102  | 595  |
| Havi napsütéses órák száma    | 124  | 168  | 217  | 210  | 310  | 270  | 341  | 310  | 270   | 279  | 150  | 124  | 2773 |
| Forrás:                       |      |      |      |      |      |      |      |      |       |      |      |      |      |

## Története
Az ókori alapítású várost a 8. században az arabok foglalták el. Hátrahagyott erődeiket a késő középkorban kibővítették. A 15. századi felfedezések, amelyeket Tengerész Henrik vezetett, Lagost fontos kikötővé varázsolták. Ekkor kezdődött a történelem egyik sötét korszaka is, amikor Henrik felfedezője, Nuno Tristao 1441-ben meghozta az első rabszolgaszállítmányt Afrikából. Az első európai rabszolgapiac helyét a Rua da Graca árkádjai alatt ma tábla jelzi. Lagos 1576-1756 között Algarve fővárosa volt. Az 1755-ös földrengés alapos pusztítása miatt ma csak utána épült építményeket láthatunk.

## Látnivalók
- Forte Ponta da Bandeira (erőd). Impozáns mellvédjeiről jól rálátni a városra és az öbölre.
- Santo António 18. századi templom
- Santa Maria templom
- Museo Regional (múzeum)
- Bensafrim, az egyik elővárosi övezete.

## Külső hivatkozások
- Hivatalos honlap